# Maria Heyde
Maria Elisabeth Heyde, née Hartmann, (sinh ngày 19 tháng 4 năm 1837 tại Paramabibo - mất ngày 6 tháng 4 năm 1917 tại Schönebeck) là một nhà truyền giáo và nhà dịch thuật và dịch giả người Suriname gốc Đức.
Heyde là con gái của những người truyền giáo Moravian gốc Đức sống ở Suriname. Năm bảy tuổi, cô và gia đình chuyển đến Đức, Maria theo học trường nội trú Moravian Brethren ở Kleinwelka. Sau khi học xong, cô bắt đầu thực hiện giảng dạy ở cùng trường. Ở tuổi 22, Heyde đi du lịch đến Tây Tạng (nay là miền bắc Ấn Độ) cùng với nhà truyền giáo August Wilhelm Heyde, người mà cô kết hôn ở Kyelang, tỉnh Lahaul, nay là Himachal Pradesh vào tháng 11 năm 1859. Hai người định cư ở Kyelang và nuôi một gia đình có ba đứa con (ngoài bốn người con đã chết).
Heyde thường xuyên ở một mình với người dân địa phương, khi chồng cô có những hành trình truyền giáo dài ngày, Heyde đã học nói và viết bằng tiếng Tây Tạng. Cô đã ghi lại cuộc sống của mình vào nhật ký, viết về những chuyến đi của chồng, phong tục địa phương và tập quán nông nghiệp. Cô ấy dạy các cô con gái cách dệt và đan, và ý thức vệ sinh cá nhân. Cô trở về Đức cùng chồng vào năm 1893 sau khoảng thời gian 44 năm ở Tây Tạng và dịch hai cuốn sách của Moses sang tiếng Tây Tạng. Sau cái chết của chồng, cô chuyển đến Gnadau để sống gần gia đình của con trai Paul và qua đời vào ngày 6 tháng 4 năm 1917 tại nhà riêng của anh ở Schönebeck.